# Yogi Berra
Yogi Berra, hivatalos nevén Lawrence Peter Berra (Saint Louis, Missouri, 1925. május 12. – Montclair, New Jersey, 2015. szeptember 22.) amerikai baseballjátékos, edző, aki szállóigévé vált mulatságos mondásairól is híres volt.

## Sikerei, díjai

### Játékosként
- - A liga legértékesebb játékosa (MVP Award): 1951, 1954, 1955
- MLB – az évszázad csapatának a tagja (1999)

New York Yankees
- World Series
  - győztes (10): 1947, 1949, 1950, 1951, 1952, 1953, 1956, 1958, 1961, 1962

### Edzőként
New York Mets
- World Series
  - győztes: 1969

New York Yankees
- World Series
  - győztes (2): 1977, 1978